# Toshiki Masuda
Toshiki Masuda (増田 俊樹 Masuda Toshiki?,  Kure, Prefectura de Hiroshima, 8 de marzo de 1990) es un actor de voz y cantante japonés, anteriormente afiliado a Space Craft Group. Desde 2018, está representado por Toy's Factory. Algunos de sus papeles más conocidos incluyen el de Chikara Ennoshita en Haikyū!!, Kōtarō Hayama en Kuroko no Basket, Ryū Zaō en Binan Kōkō Chikyū Bōei-bu Love!, Eijirō Kirishima en My Hero Academia, Atom Kirihara en Marginal#4: Kiss kara Tsukuru Big Bang, Masahiro Setagawa en Hitorijime My Hero, Iori Izumi en Idolish7 y Rei Sakuma en Ensemble Stars!

## Biografía
Masuda nació el 8 de marzo de 1990 en la ciudad de Kure, Hiroshima. Su familia se compone de su padre, madre y un hermano menor. Cuando estaba en la escuela secundaria, decidió convertirse en actor de voz, tras ver las series de anime Code Geass - Lelouch of the Rebellion y Tengen Toppa Gurren-Lagann, la última de las cuales despertaron su interés en el doblaje. En 2008, se trasladó a Tokio e ingresó al departamento de radiodifusión del Tokyo Announce Gakuin Performing Arts College.
En 2009, audicionó para los musicales de The Prince of Tennis y fue seleccionado para el papel de Seiichi Yukimura, siendo este su rol debut. En septiembre de 2010, Masuda decidió dejar de dedicarse al teatro por un tiempo y centrarse en la actuación de voz, por lo que fue transferido a la división de actores de voz de su agencia, Space Craft. Comenzó sus actividades como actor de voz en octubre, siendo asistente en el programa de radio A&G Artist Zone 2h. En abril de 2011, Masuda obtuvo su primer papel regular en una serie de anime, Yu-Gi-Oh! ZEXAL, interpretando a Ryōga Kamishiro.
En octubre de 2011, Masuda y el también actor de voz, Yoshimasa Hosoya, protagonizaron un programa de radio titulado Hosoya Yoshimasa ・ Masuda Toshiki no Zenryoku Danshi, el cual estuvo vigente hasta el 31 de marzo de 2013. En febrero de 2012, Masuda y Hosoya también formaron una unidad llamada "MaxBoys" y lanzaron un CD.
En 2012, hizo su primer papel protagónico en el escenario como Toshiya Yamashita en "Nude Mouse".
En 2013, le dio voz al personaje principal de Masayoshi Hazama/Samurai Flamenco en la serie Samurai Flamenco, mientras que en 2014 a Chikara Ennoshita en Haikyū!!. En 2015, interpretó a Ryū Zaō en Binan Kōkō Chikyū Bōei-bu Love! y en su posterior secuela en 2016. En 2017, obtuvo el papel principal de Masahiro Setagawa en Hitorijime My Hero.
En noviembre de 2018 se unió al sello discográfico Toy's Factory y el 6 de marzo de 2019, Masuda lanzó su primera obra extendida, "This One". El 8 de enero de 2020, lanzó su álbum de estudio debut, "Diver". Su segundo álbum de estudio, "Origin", fue lanzado el 29 de septiembre de 2021.
Su mentor en actuación de voz es Shō Hayami. Tomó lecciones incluso antes de debutar como seiyū y apareció en los proyectos de Hayami como S.S.D.S. 〜Super Stylish Doctors Story〜.

## Filmografía

### Anime
2011
- Yu-Gi-Oh! ZEXAL como Ryōga Kamishiro

2012
- JoJo's Bizarre Adventure como Soldado (ep. 24)
- Yu-Gi-Oh! Zexal II como Ryōga Kamishiro

2013
- Ore no Kanojo to Osananajimi ga Shuraba Sugiru como Shintani
- Pretty Rhythm: Rainbow Live como Kazuki Nishina
- Namiuchigiwa no Muromi-san como Masuda-kun
- Kimi no Iru Machi como Takashi Yura
- Samurai Flamenco como Masayoshi Hazama/Samurai Flamenco

2014
- Mahou Sensou como Tendo Ushiwaka
- Haikyū!! como Chikara Ennoshita

2015
- Daiya no Ace como Gou Wakabayashi
- Binan Kōkō Chikyū Bōei-bu Love! como Ryuu Zaō
- Haikyū!! 2 como Chikara Ennoshita
- Kuroko no Basket 3 como Koutarou Hayama
- Noragami Aragoto como Abe (eps. 21-22)
- One-Punch Man como Charanko
- Yamada-kun to 7-nin no Majo como Toranosuke Miyamura

2016
- B-Project: Kodou*Ambitious como Mikado Sekimura
- Hai to Gensou no Grimgar como Ogu (ep. 11)
- Endride como Emilio
- Kōtetsujō no Kabaneri como Kurusu
- My Hero Academia como Eijiro Kirishima
- Binan Kōkō Chikyū Bōei-bu Love Love! como Ryuu Zaō
- Fudanshi Kōkō Seikatsu como Akira Ueda
- Tsukiuta. The Animation como Koi Kimsaragi
- Touken Ranbu: Hanamaru como Kashuu Kiyomitsu
- Inazuma Eleven: Walker como Kira Hiroto

2017
- Marginal#4: Kiss kara Tsukuru Big Bang como Atom Kirihara
- Nana Maru San Batsu como Haruomi Konoe
- My Hero Academia 2 como Eijiro Kirishima
- Hitorijime My Hero como Masahiro Setagawa
- Beyblade Burst God como Violet Eye

2018
- Idolish7 como Iori Izumi
- Inazuma Eleven: Balance Of Ares como Hiroto Kira
- My Hero Academia 3 como Eijiro Kirishima
- Darling in the Franxx como 9'β

2019
- My Hero Academia 4 como Eijiro Kirishima
- Nande Koko ni Sensei ga!? como Rin Suzuki
- Tejina-senpai como Kimura
- Ensemble Stars! The Animation como Rei Sakuma
- Zoids Wild Zero como Christopher Giller

2020
- IDOLiSH7: Second Beat como Iori Izumi
- Munō na Nana como Yōhei Shibusawa[3]
- Shingeki no Kyojin como Porco Galliard
- Otome Game no Hametsu Flag Shika Nai Akuyaku Reijō ni Tensei Shiteshimatta... como Sirius Dieke/Raphael Walt
- Tsukiuta. The Animation 2 como Koi Kisaragi

2021
- IDOLiSH7: Third Beat! como Iori Izumi
- My Hero Academia 5 como Eijiro Kirishima
- Otome Game no Hametsu Flag Shika Nai Akuyaku Reijō ni Tensei Shiteshimatta... X como Sirius Dieke/Raphael Walt
- Visual Prison como Dimitri Romanee

2022
- Koroshi Ai como Song Ryang-ha (joven y original)
- My Hero Academia 6 como Eijiro Kirishima
- Tribe Nine como Rankichi Umeda
- Sabiiro no Āma: Reimei como Oda Nobunaga
- Fūfu Ijō, Koibito Miman. como Minami Tenjin
- Hanabi-chan wa Okuregachi como Kumazawa

2023
- High Card como Chris Redgrave
- Edens Zero Season 2 como Fie
- MASHLE como Silva Iron

2024
- High Card Season 2 como Chris Redgrave
- Bōkyaku Battery como Haruka Kiyomine
- My Hero Academia 7 como Eijirō Kirishima
- Touken Ranbu Kai: Kyoden Moyuru Honnōji como Kashuu Kiyomitsu
- Tadaima, Okaeri como Yūto Matsuo

2025
- Übel Blatt como Vid
- Yūsha Party o Tsuihō Sareta Shiro Madōshi, S-Rank Bōkensha ni Hirowareru como Will

### OVAs
- Boku no Hero Academia: Training of the Dead (2017) como Eijiro Kirishima
- Yamada-kun to 7-nin no Majo (2015) como Toranosuke Miyamura

### ONAs
- Chuusotsu Worker kara Hajimeru Koukou Seikatsu como Makoto Katagiri
- Kotarō wa Hitori Gurashi como Shin Karino
- Mobile Suit Gundam: Twilight AXIS como Quentin Fermo

### Películas de Anime
- Hoshi wo Ou Kodomo como Aldeano
- Ensemble Stars!! Road to Show!! como Rei Sakuma
- Kuroko no Basket Movie 2: Winter Cup Soushuuhen - Namida no Saki e como Kotaro Hayama
- Kuroko No Basket Movie 3: Winter Cup Soushuuhen - Tobira No Mukou como Kotaro Hayama
- Mobile Suit Gundam: Twilight AXIS - Akaki Zan'ei como Quentin Fermo
- Make a Girl como Kunihito Ōbayashi
- My Hero Academia: Two Heroes como Eijiro Kirishima
- My Hero Academia: Heroes Rising como Eijiro Kirishima
- My Hero Academia: World Heroes Mission como Eijiro Kirishima
- My Hero Academia: You're Next como Eijiro Kirishima

### Animación
- KING OF PRISM by PrettyRhythm (2016) como Kazuki Nishina

### Videojuegos
- Marginal#4 (2014) – Atom Kirihara
- Beyond The Future -Fix the Time Arrows- – Nate
- Tokyo Mirage Sessions ♯FE (2016) – Cain[4]
- Touken Ranbu (2015) – Kashu Kiyomitsu
- Idolish7 (2015) – Iori Izumi[5]
- Ensemble Stars! (2015) – Sakuma Rei
- Ikemen Sengoku: Toki wo Kakeru Koi - Tokugawa Ieyasu
- Fate/Grand Order (2015) - Mandricardo
- Bungo to Alchemist (2016) - Doppo Kunikida
- Detective Pikachu (2016) - Simon Yen
- I-chu — Leon
- Band Yarouze — Maki Sosuke
- My Hero One's Justice -  Eijiro Kirishima
- Yakuza 4 Remastered (2019) - Masayoshi Tanimura
- Wuthering Waves (2024) - Errante Masculino

### CD dramas
- Colorful5 no Nichijou como Haruka Takanashi
- Colorful5 no Bunkasai como Haruka Takanashi
- Colorful5 no Kessei Hiwa  como Haruka Takanashi
- Nade Nade CD ANOTHER: Yandere Akuma-chan ga Yoshiyoshi
- Kare wa Vocalist CD: Dear Vocalist Entry No.1 como RE-O-DO
- Zenryoku Shounen Tachi no Outa como Sena Tachibana
- Given como Hiiragi Kashima

### Canciones de anime
- MARGINAL#4 como Atom Kirihara
- TSUKIUTA como Koi Kisaragi

### Otros trabajos
- The Prince of Tennis (Musical) como Seiichi Yukimura
- Sabiiro no Āma como Oda Nobunaga
- World Trigger (VOMIC) como Yūichi Jin

### Doblaje
- The Bling Ring como Marc Hall
- The Giver como Jonas
- Bravest Warriors como Chris
- Six Flying Dragons como Moo-hyeol
- Ms. Marvel como Karman
- John Wick: Chapter 4 como The Marquis Vincent Bisset de Gramont

## Música
- Interpretó junto con Tomoaki Maeno, Yoshitsugu Matsuoka y Shinnosuke Tachibana el ending de Hitorijime My Hero titulado "TRUE LOVE".
- Interpretó el opening del anime Koroshi Ai titulado "Midnight Dancer".
- Interpretó el tema "Oretachi Flamenger! ~Samurai Sentai Flamenger no Theme~" de la serie Samurai Flamenco junto con Showtaro Morikubo, Yukari Tamura, KENN y Toshiyuki Toyonaga.
- Interpretó el tema de apertura de Binan Kōkō Chikyū Bōei-bu Love! titulado: "Zettai Muteki Fallin'LOVE", junto con Kazutomi Yamamoto, Yūichirō Umehara, Kōtarō Nishiyama y Yūsuke Shirai.